# Dave Moffatt
David Michael William Moffatt, född 1984 i Vancouver, är en kanadensisk musiker. Han var en av medlemmarna i popgruppen Moffatts. Han kom 2005 ut som homosexuell i samband med sin medverkan i Idol.

## Fotnoter
1. 1 2  Freebase Data Dumps, Google.[källa från Wikidata]